# Moneda bizantina

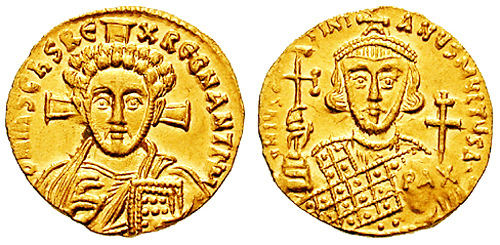
Sólido bizantino con la figura de Justiniano II, segundo reinado, posterior al 705.

Las primeras monedas bizantinas siguieron con las convenciones romanas tardías: en el anverso la cabeza del emperador en escorzo y al reverso normalmente un símbolo cristiano como la cruz, una victoria o un ángel. Las monedas de oro de Justiniano II se apartaron de estas convenciones establecidas para poner una imagen de Cristo en el anverso, y un busto o un retrato entero del emperador en el reverso. Estas modificaciones hicieron que el califa Abd al-Málik, quien anteriormente había copiado estilos bizantinos reemplazando símbolos cristianos con equivalentes islámicos, finalmente optara por desarrollar un estilo islámico distintivo, utilizando únicamente textos religiosos en el campo de las dos caras, imagen sostenida hasta la acuñación de moneda islámica moderna.

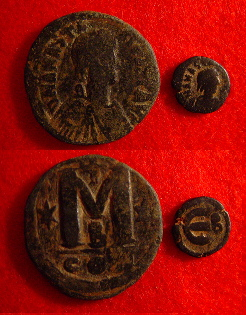
Anastasius 40 "Nummi" (M) i 5 "Nummi" (E)

El modelo de Justiniano II fue reavivado tras el final de la iconoclasta, y con algunas variaciones se mantuvo como modelo hasta el final del imperio.
En el siglo X, las llamadas «folles anónimas» presentaban el busto de Jesús en el anverso y la inscripción «XRISTUS / Basil / Basilea», lo que se puede traducir en «Dios, Emperador de Emperadores».
Las monedas bizantinas siguieron, y llevaron al extremo, la tendencia de reducir el uso de metales valiosos en la acuñación para conseguir monedas más finas y con más superficie. Las monedas de oro tardías eran como obleas que podían ser dobladas con la mano.
La acuñación bizantina gozó de mucho prestigio que duró hasta casi el final del imperio. Muchos gobernantes europeos tendieron a seguir una versión simplificada de los patrones bizantinos, con retratos de los gobernantes con busto frontal en el anverso.

## Denominaciones
El inicio de lo que se conoce como moneda bizantina por los numismáticos comenzó con la reforma monetaria del emperador Anastasio I, el año 498, que reformó la moneda del imperio romano tardío que consistía en sólidos de oro y nummi de bronce. El sestercio era una moneda de bronce muy pequeña, entre 8 y 10 mm de diámetro y un peso de entre 0,56 y una libra romana algo que era un gran inconveniente ya que se necesitaba un gran número de ellos incluso para hacer transacciones pequeñas.

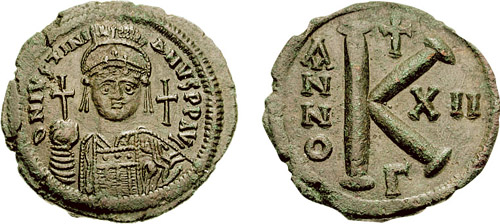
Justiniano I "medio-follis", 20 "nummi". Nótese la letra K en el revés.

Nuevas monedas de bronce, múltiples del nummus, fueron introducidas, [1] como por ejemplo los 40 "nummi" (también conocidos como "folles"), de 20 "Nnummi", 10 "nummi" y 5 "nummi" (otras denominaciones eran ocasionalmente también producidas). El anverso de estas monedas presentaba un retrato altamente estilizado del emperador mientras en el revés presentaba el valor de la denominación según el sistema de numeración griego (M = 40, K = 20, Y = 10, E = 5). Monedas de plata raramente se produjeron.

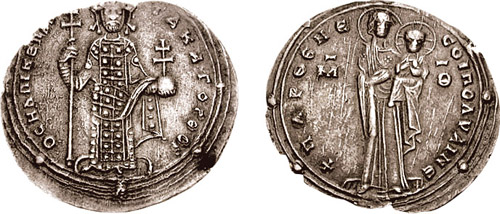
Romano III Miliaresion.

La única moneda emitida con regularidad era el llamado "Hexagram" emitido por primera vez por Heraclio el 615 y que duraron hasta el final del siglo VII, acuñadas con diversidad de refino y con un peso generalmente entre los 7,5 y 8,5 gramos.  Fue sustituida por el "Miliaresion" establecido por León III  cerca del 720, y se convirtió de uso estándar hacia el 830 y hasta el final del siglo XI cuando se abandonó su uso por el poco calado que tenía entre la población. Las transacciones pequeñas eran realizadas con monedas de bronce durante este periodo.
El "sólido" o "nomisma" de oro, fueron como unos estándar del comercio internacional hasta el siglo XI, cuando empezaron a dejarse de utilizar por la poca implantación entre la población bajo los emperadores que comienzan hacia los 1030 bajo el emperador Romano III (1028-1034). Hasta ese tiempo, la pureza del oro se mantuvo entre 0955-0980.

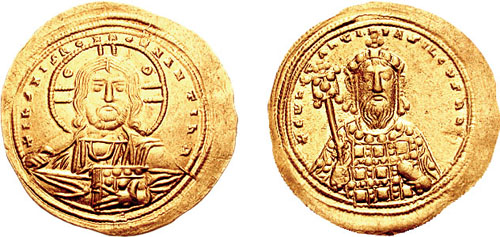
"Histamenon" de Constantino VIII.

El sistema monetario bizantino cambió durante todo el siglo VII cuando los 40 "nummi" se convirtieron en la única moneda de bronce regularmente emitida. Justiniano II (685-695 y 705-711) intentó recuperar el tamaño de los "folles" emitidos por Justiniano I, aun así siguieron poco a poco con la disminución del tamaño.
A principios del siglo IX, un sólido de tres cuartas partes de su peso fue emitido paralelamente al sólido de peso completo. Ambos mantenían la pureza del metal. Formaba parte de un plan, que fracasó, porque el mercado aceptaban las monedas de menor peso por el valor de una de peso completo. El 11/12 del peso la moneda fue llamada un tetarteron (un adjetivo comparativo griego , literalmente «cuartel»), y el peso lleno solidus fue llamado el "histamenon". El "tetarteron" era impopular y fue únicamente y de forma esporádica reestrenado durante el siglo X. El peso lleno solidus fue golpeado en el 72 a la entrega Romana, más o menos 4:48 gramos dentro de su peso. Había también el solidi del peso reducido para una silicua emitida para el comercio con el Este próximo. Estos redujeron los solidi, con una estrella tanto encima del anverso como viceversa y pesó aproximadamente 4.25 g. El sólido bizantino era muy valorado en Europa Occidental, donde era conocido como el "bezantes", una modificación de "Byzantium".

## Reforma de Alejo I Comneno

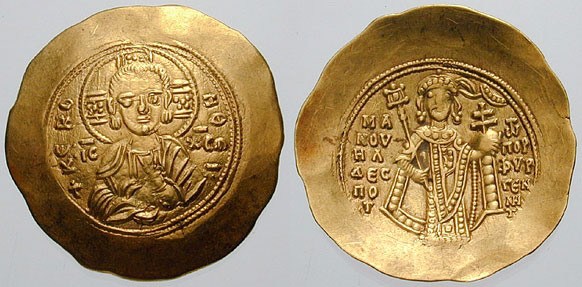
Manuel I Comneno scyphate (en forma de copa) hyperpyron.

Miguel IV asumió el trono de Bizancio el 1034 y comenzó lentamente el proceso de rebaja de la cantidad de oro de las monedas desgastando el tetarteron nomisma y el histamenon nomisma. Al principio se hacía de una forma gradual pero luego se aceleró considerablemente. El valor bascular desde aproximadamente 21 quilates (87,5% de pureza) durante el reinado de Constantino IX (1042 a 1055), 18 quilates (75%) durante Constantino X Ducas (1059 a 1067), 16 quilates (66 , 7%) con Romano IV Diógenes (1068-71), 14 quilates (58%) con Miguel VII Ducas (1071-78), 8 quilates (33%) durante Nicéforo III (1078-1081) y entre 0 y 8 quilates durante los primeros once años del reinado de Alejo I Comneno (1181-1218). Con Alejo y el desgaste de las monedas solidus 
(tetarteron y histamenon) fue interrumpido y un nuevo acuñamiento de una pureza mayor se inició estableciendo el hyperpyron a 4,45 g. El hyperpyron era ligeramente más pequeño que el solidus. También fue introducida una nueva moneda llamada "aspro" compuesta en un 25% de oro y un 75% de plata y que tenía la tercera parte del valor de un hyperpyron.

## Reformas de Andrónico II
Durante su reinado, Andrónico II instituyó algunas monedas nuevas basadas en el Hyperpyron. Eran la miliaresion de plata o basilika de 12  para el hyperpyron y el billon politika de 96 para el hyperpyron. Junto con el cobre assaria, tournesia y follara. El basilikon era una copia del ducado veneciano y circuló desde 1304 durante cincuenta años.
El hyperpyron permaneció en circulación y emisión regular hasta la década de 1350 y permaneció en uso a partir de entonces solo como dinero contable. Después de 1400 la moneda bizantina se volvió insignificante ya que el dinero italiano se convirtió en la moneda circulante predominante.
Estas monedas de scyphate, conocidas como trachy, (poble en griego), se emitieron en electrum (oro degradado) y billon (plata degradada). La razón exacta de tales monedas no se conoce aunque generalmente se teoriza que se formaron para facilitar el apilamiento.

## Reforma de 1367
Durante esta última fase de acuñación bizantina, se interrumpieron las emisiones de oro y se inició una emisión regular de plata. La denominación fue el Stavraton — σταυράτον en griego — emitido en unidades, medios, octavos y dieciseisavos de su valor. También se publicaron follars y tornesse de cobre.

## Valores relativos
|              | Solidi  | Folles | medio folles | Decanummia | Pentanummia | Nummi  |
| ------------ | ------- | ------ | ------------ | ---------- | ----------- | ------ |
| Solidus      | 1       | 420    | 840          | 1680       | 3360        | 16 800 |
| Follis       | 1/420   | 1      | 2            | 4          | 8           | 40     |
| medio follis | 1/840   | 1/2    | 1            | 2          | 4           | 20     |
| Decanummium  | 1/1680  | 1/4    | 1/2          | 1          | 2           | 10     |
| Pentanummium | 1/3360  | 1/8    | 1/4          | 1/2        | 1           | 5      |
| Nummus       | 1/16800 | 1/40   | 1/20         | 1/10       | 1/5         | 1      |